# Isla Tamalcab
Tamalcab es una isla de México en el mar Caribe, ubicada en el estado de Quintana Roo. Tiene una superficie de 2,4 km2 y está deshabitada.

## Geografía
Se encuentra en la bahía de Chetumal a 8 km de la costa, accediéndose a ella en barca desde Calderitas. Cubierta de vegetación de selva baja inundable y selva mediana, tiene una fauna variada de monos araña, garzas azules, tepezcuintles, águilas pescadoras, coatíes y agutíes.

## Toponimia
Tradicionalmente el topónimo ha sido relacionado con el término náhuatl tamalli, que significaría tierra de tamales. Sin embargo Martín Ramos Díaz asegura que es la deformación del nombre de un talador de Belice llamado Tom Lac.